# 軍用機の命名規則 (ドイツ)

## 第二次大戦期のドイツ軍用機の命名規則
1933年以来ドイツ軍航空機の命名規則は航空省（RLM）より各社に特定の番号が割り当てられた。これに製作会社を表す略号をつけた。番号はno.9からno.635まで知られている。他に計画機に対して「P (Projekt) -00」。試験機に対して「E (Erprobungs) -00」という番号を与え開発にあたらせた。この番号は最初から計画的に一括して各社に割り振りされたので、若い番号が必ずしも旧式機とは限らない。また、会社の都合で生産中止されたあと、同じ番号で全く異なる機体が作られた例（Bf 162 → He 162）や、1944年にRLMが主任設計者の名字を冠することを定めたため、「Ta」のように個人名が付された例がある。

## 製作社略号
- Al - アルバトロス社
- Ao - アゴー社
- Ar - アラド社
- As - アルグス社
- B  - ベルリン
- Ba - バッヘム社
- Bf - バイエリッシュ・フルークツォイクヴェルケ社→(後にメッサーシュミット率いる設計チームがMe社として独立)
- Bü - ビュッカー社
- BV - ブローム・ウント・フォス社
- DFS - ドイツ滑空機研究所
- Do - ドルニエ社
- Fa - フォッケ・アハゲリス社
- Fg - Flugtechnische Fertigungsgemeinschaft Prag
- Fh - ハレ社→（後のジーベル社〈Si〉）
- Fi - フィーゼラー社
- FK - キール社
- Fl - フレットナー社
- Fw - フォッケ・ウルフ社
- Go - ゴータ社
- Ha - ハンブルガー社→（後にブローム・ウント・フォス社〈BV〉に改称）
- HD - ハインケル社
- He - ハインケル社。HDから改定。
- HM - ハース航空エンジン
- Hs - ヘンシェル社
- Ho - ホルテン兄弟（製造元はゴータ社）
- Hü - ヒュツター社
- Ju - ユンカース社
- Ka - アルベルト・カルカート（製造元はゴータ社）
- Kl - クレム社
- Li - リピッシュ（製造元はメッサーシュミット社、DFS）
- M  - バイエリッシュ・フルークツォイクヴェルケ社（メッサーシュミット）
- Me - メッサーシュミット社
- Mü - イダフリーグ・ミュンヘン
- NR - ナグラー・ロルツ
- Rk - クレーマー
- So - ハインツ・Sombold
- Si - ジーベル社
- Sk - シュコダ社
- Ta - クルト・タンク（製造元はフォッケ・ウルフ社）
- We - ヴェサー社
- Wn - トブルホフ/WNF（ウィナー・ノイシュタット）社
- Z  - ツェッペリン飛行船社（ドイツ語版、Luftschiffbau Zeppelin英語版）

共同制作の場合両者の記号を併用する。
- MeC -メッサーシュミット＋コードロン（占領下のフランス）
- ZMe -ツェッペリン+メッサーシュミット
- ZSO -ツェッペリン+シュド・ウェスト（SNCASO）（占領下のフランス）